# أدينا أنطون
أدينا أنطون هي منافسة ألعاب القوى رومانية، ولدت في 6 أكتوبر 1984.

## وصلات خارجية
- أدينا أنطون على موقع الاتحاد الدولي لألعاب القوى (الإنجليزية)
- أدينا أنطون على موقع أوليمبيديا (الإنجليزية)
- أدينا أنطون على موقع اللجنة الأولمبية الرومانية (الرومانية)